# ボレンフート

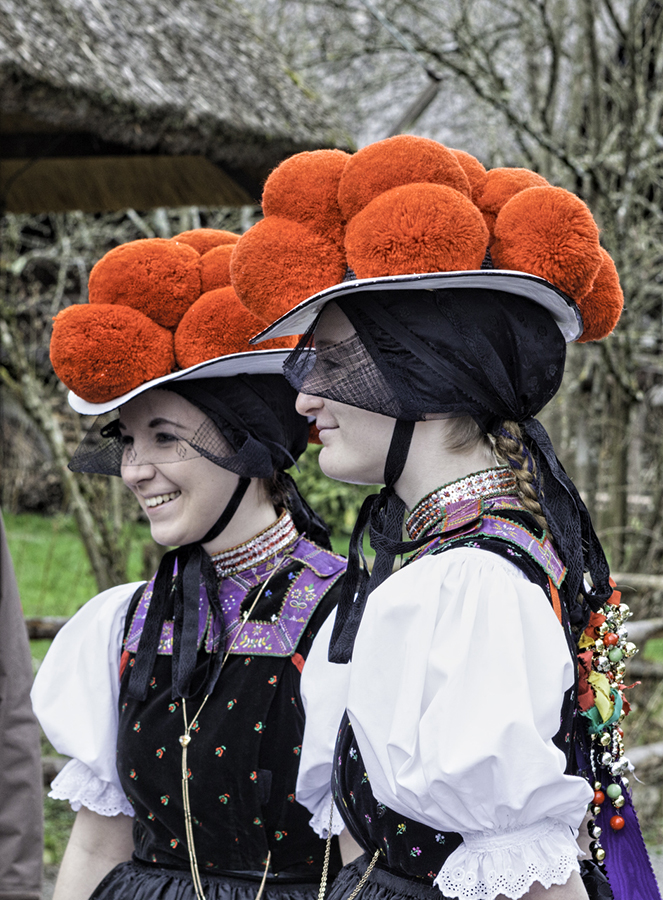
ボレンフートを被る女性

ボレンフート（ドイツ語：Bollenhut）とは、18世紀頃からドイツのシュヴァルツヴァルト地方に見られる女性用の民族衣装の帽子である。
雇用を創出するために、グタッハ、キルンバッハ、ホルンベルク・ライヘンバッハの3つの貧しい村で特徴的な帽子作りが行われた。